# 대구패션주얼리위크
대구패션주얼리위크는 대구광역시 교동 귀금속골목 내에 지정된 대구패션주얼리특구를 알리기 위하여 해마다 열리는 비즈니스 축제이다. 2006년 첫 행사가 열린 이후 해마다 개최되어 2021년 제16회 행사를 치렀다. 다양한 체험 행사와 패션쇼가 열리고 보석 및 귀금속을 구매할 수 있는 기회도 제공된다.

## 역사
2024년 : 2024년 10월 11일(금) 부터 12일(토)까지 진행되었다. 나만의 레진 반지 만들기, 보석 응용 만들기, 은반지 만들기, 주얼리 경매, 주얼리 프로포즈, 미스 주얼리 모델 선발대회 등 다양한 체험들로 구성 되어있다. 공연으로는 주얼리 댄스 페스티벌, 주얼리 콘서트 등이 준비되었다. 이외 실제 패션쇼 작품을 가까이서 볼 수 있는 패션쇼 전시관과 주얼리 관련 학과에서 참여한 전시 작품들도 볼 수 있다.
2023년 : 대구 중구 패션 주얼리 특구내 교동과 동성로 일대에서 9월 15일부터 17일까지 진행되었다. 축제의 서막은 15일 오후 5시30분 대구 스테이션센터(태평로 160)앞 야외무대에서 시작되었다. 사전공연과 주얼리 패션쇼, 주얼리 골든벨, 주얼리 가왕을 찾아라, 패션 주얼리 경매, 주얼리 OX퀴즈 등의 무대행사가 진행되었다. 2023년에는 전시/홍보관에서 관람객들이 주얼리의 역사와 다양한 상품을 가까이서 접하고 주얼리 장인과의 만남을 통해 제작 공정 과정을 보여주며 직접 소통하는 시간이 있다.
2022년 : 사회적 거리두기 완화에 따라 3년만에 대면으로 축제가 진행되었다. 2022년 10월 14일(금)부터 10월 16일(일)까지 진행되었다. 롯데백화점 대구점의 후원으로 축제를 즐기는 시민에게 주차공간을 무료로 제공하여 축제의 편의성이 높아졌다.
2021년 : 대구 대백 프라자 프라임 홀과 패션주얼리 전문타운에서 11월 5일~6일 양일 간 진행되었다. 코로나19 확산에 따라 비대면과 대면행사를 병행하여 개최되었다. 축제를 개최 함으로서 코로나19로 어려움을 겪고 있는 패션주얼리 특구상권에 활력을 불어넣는 계기가 되었다.
2020년 : 2020년 10월30일~31일까지 진행되었다. 주얼리 특구에 눈길을 사로잡는 ‘황금마차’를 설치하여 시민들의 눈길을 끌었다.
2019년 : 제 14회 대구 패션주얼리위크가 5월 17일부터 19일까지 개최되었다. 대우빌딩 앞 야외무대에서 개막식을 진행했다. 주얼리를 소재로 한 미술체험 교실 등 봄을 맞이하여 봄 축제를 마음껏 즐길 수 있는 프로그램들이 준비되었다. 주얼리 특구만의 차별성과 존재성을 알리고 부각하는 것에 초첨을 두어 행사를 진행하였다.